# Real Club de Golf Guadalmina
De Real Club de Golf Guadalmina is een oude golfclub in Guadalmina iets ten zuidwesten van Marbella aan de Costa del Sol in Spanje.
Guadalmina werd in 1933 ontdekt door Norberto Goizueta, die met zijn gezin op zijn boot langs de kust voer. Hij besloot er te gaan wonen. Hij verbouwde eerst maïs en na de oorlog een speciale grassoort, omdat hij toen al plannen had er een golfbaan aan te leggen.

## Golfclub
Het terrein van Guadalmina is relatief smal aan de kust en gaat landinwaarts. Langs het terrein, aan de westkant, ligt de Rio Guadalmina. Het hotel ligt aan de kust, de meeste holes liggen meer landinwaarts.
De golfclub werd in 1959 opgericht. Er werd meteen een 18-holes golfbaan aangelegd waarvan slechts enkele holes uitzicht op zee hebben. De club heeft nu ruim 2000 leden van zeventien verschillende nationaliteiten.
In 1973 werd de tweede baan aangelegd en in 1989 werd de par-3 baan ontwikkeld. Het oude hotel is gerenoveerd en heeft nu vier sterren.
In 2008 kreeg de club het predicaat Koninklijk (Spaans: Real).

## Toernooien
- Spaans PGA Kampioenschap: 1998
- Tourschool: 1995, 1997

In 1997 werd Alberto Binaghi door de bliksem getroffen tijdens de Tourschool.